# Damigella Trivulzio

Stemma base della famiglia Trivulzio

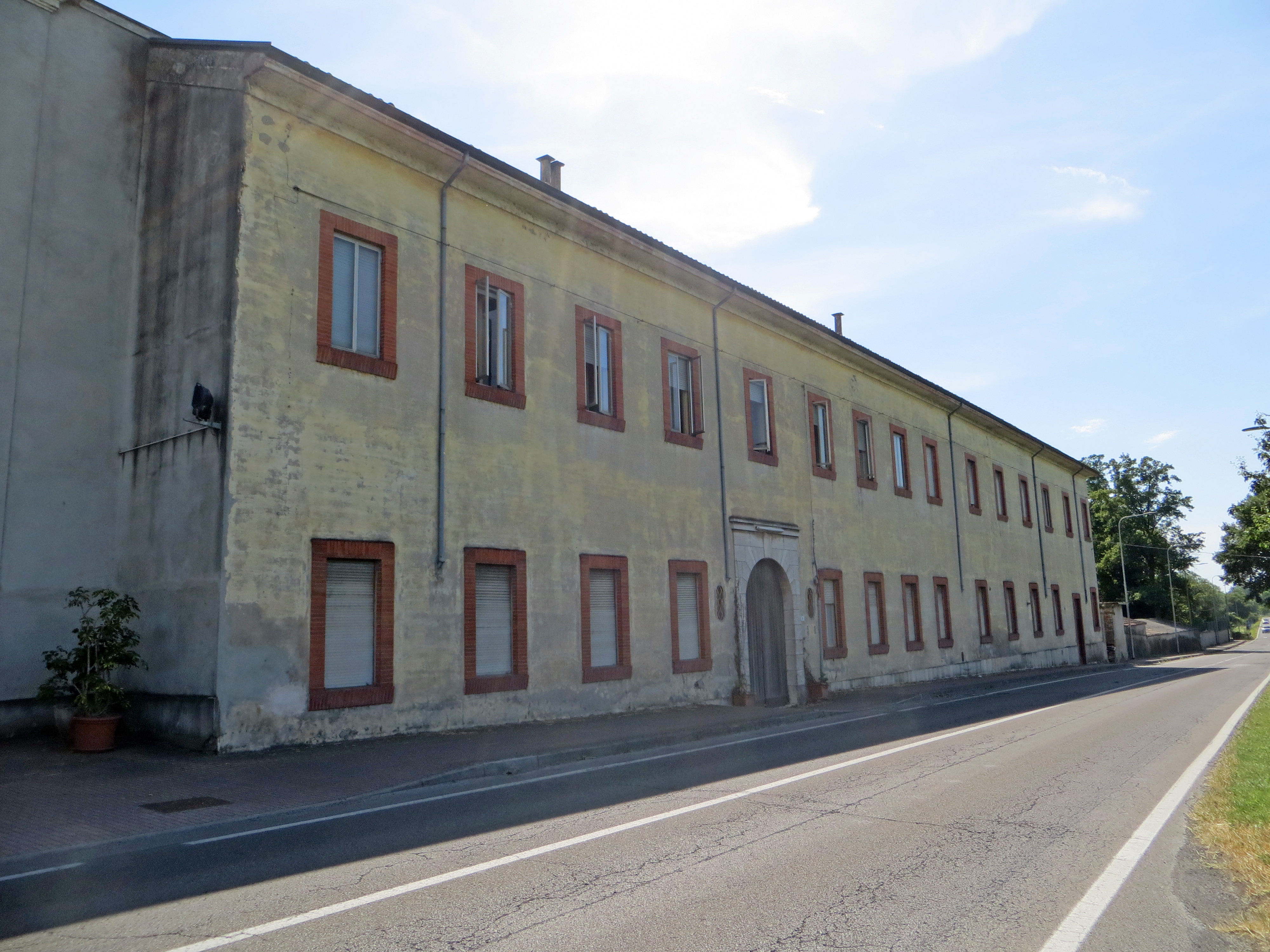
Montechiarugolo, Convento di Santa Maria delle Grazie

(Ludovico Ariosto, Orlando furioso, Canto XLVI, 4)
Damigella (Domitilla) Trivulzio (Milano, 1483 – Parma, 2 marzo 1527) è stata una letterata e poetessa italiana.

## Biografia
Era figlia di Giovanni Trivulzio (?-1508), consignore di Borgomanero, e di Angiola Martinengo di Brescia.
All'età di sette anni i genitori la indirizzarono allo studio delle lettere e a dodici anni già recitava.
Venne citata dal poeta Ludovico Ariosto nel canto XLVI dell'Orlando furioso.
Nel 1500 avviò la costruzione del Convento di Santa Maria delle Grazie a Montechiarugolo, per volere del suocero, il conte Marsilio Torelli. Nel 1519 decise di affidare il monastero ai frati francescani, dopo averne ottenuto il consenso da parte del papa Leone X. Nel 1512 resse con avvedutezza il feudo di Montechiarugolo, quando il marito Francesco decise di seguire le bandiere del re di Francia Luigi XII di Francia. Alla morte di Francesco nel 1518, resse per dieci anni la contea di Montechiarugolo col figlio minore Paolo.
Morì a Parma nel 1527.

## Discendenza
Damigella sposò nel 1499 Francesco Torelli, conte di Montechiarugolo e si stabilì nel castello. Ebbero cinque figli:
- Paolo (1509-1545), conte di Montechiarugolo
- Paola (1500-?), sposò Giampietro da Barbiano
- Anastasia
- Orsina (1506-?)
- Angela, sposò Venceslao Rangoni